# Mount Peskett
Mount Peskett är ett berg i Kanada.   Det ligger i provinsen Alberta, i den centrala delen av landet, 3 000 km väster om huvudstaden Ottawa. Toppen på Mount Peskett är 3 105 meter över havet, eller 77 meter över den omgivande terrängen. Bredden vid basen är 0,47 km.
Terrängen runt Mount Peskett är bergig söderut, men norrut är den kuperad. Trakten runt Mount Peskett är nära nog obefolkad, med mindre än två invånare per kvadratkilometer.. Det finns inga samhällen i närheten.
I omgivningarna runt Mount Peskett växer i huvudsak barrskog.